# Rumbach (Sauer)
Der Rumbach ist ein knapp zwei Kilometer langer Zufluss eines Seitenzweigs links der hier Saarbach genannten Sauer in der Südpfalz.

## Verlauf
Der Rumbach entspringt in einem nordöstlichen Zipfel des Naturschutzgebietes Königsbruch im westlichen Wasgau am Nordhang des Großen Adelsberges. Seine Quelle liegt auf einer Höhe von 235 m ü. NN direkt südlich des Kastelfelsen und nördlich der L 478, welche ihn auf seinen Weg zur Mündung begleitet. Der Bach fließt zunächst in Richtung Westen nördlich am Kleinen Adelsberg vorbei und wird dabei in einer Reihe von kleinen Fischteichen gestaut. Er wendet sich nun nach Südwesten und mündet schließlich südöstlich von  Fischbach bei Dahn auf einer Höhe von 214 m ü. NN in einen linken Nebenarm des Saarbaches.